# ريغ أباد (بيرانشهر)
ريغ أباد هي قرية في مقاطعة بيرانشهر، إيران. عدد سكان هذه القرية هو 516 في سنة 2006.